# Huaripampa (distrito)
Huaripampa é um distrito da província de Jauja, localizado do Departamento de Junín, Peru. A sua área total é de 14,19 km², a 3.354 metros acima do nível do mar (11.004 pés). Sua população é de 1.190 habitantes e sua densidade demográfica é de 83,9/km². 

## Transporte
O distrito de Huaripampa não é servido pelo sistema de estradas terrestres do Peru.